# Athrixia phylicoides
Athrixia phylicoides es una especie de plantas con flores perteneciente a la familia de las asteráceas.

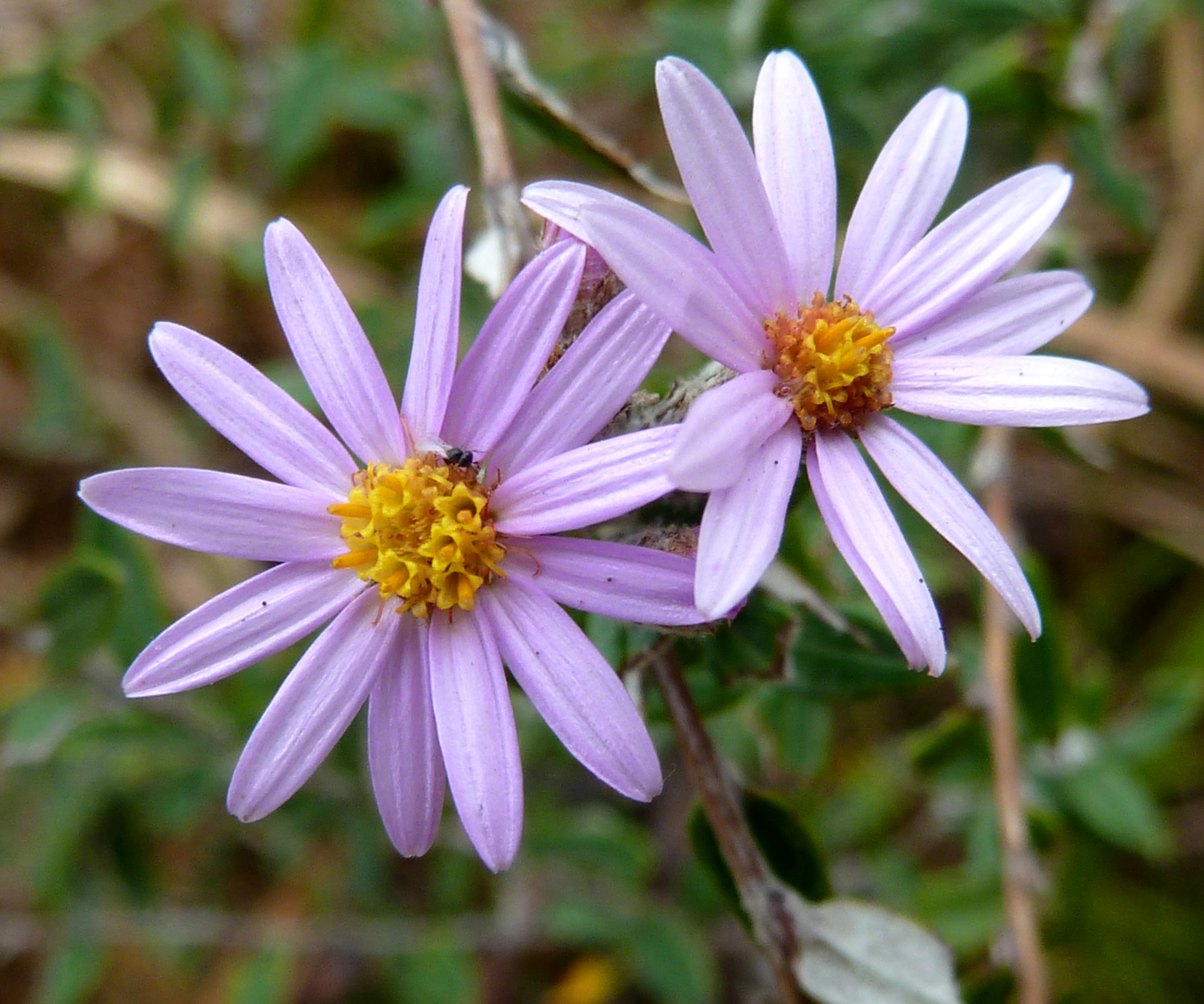
Flores

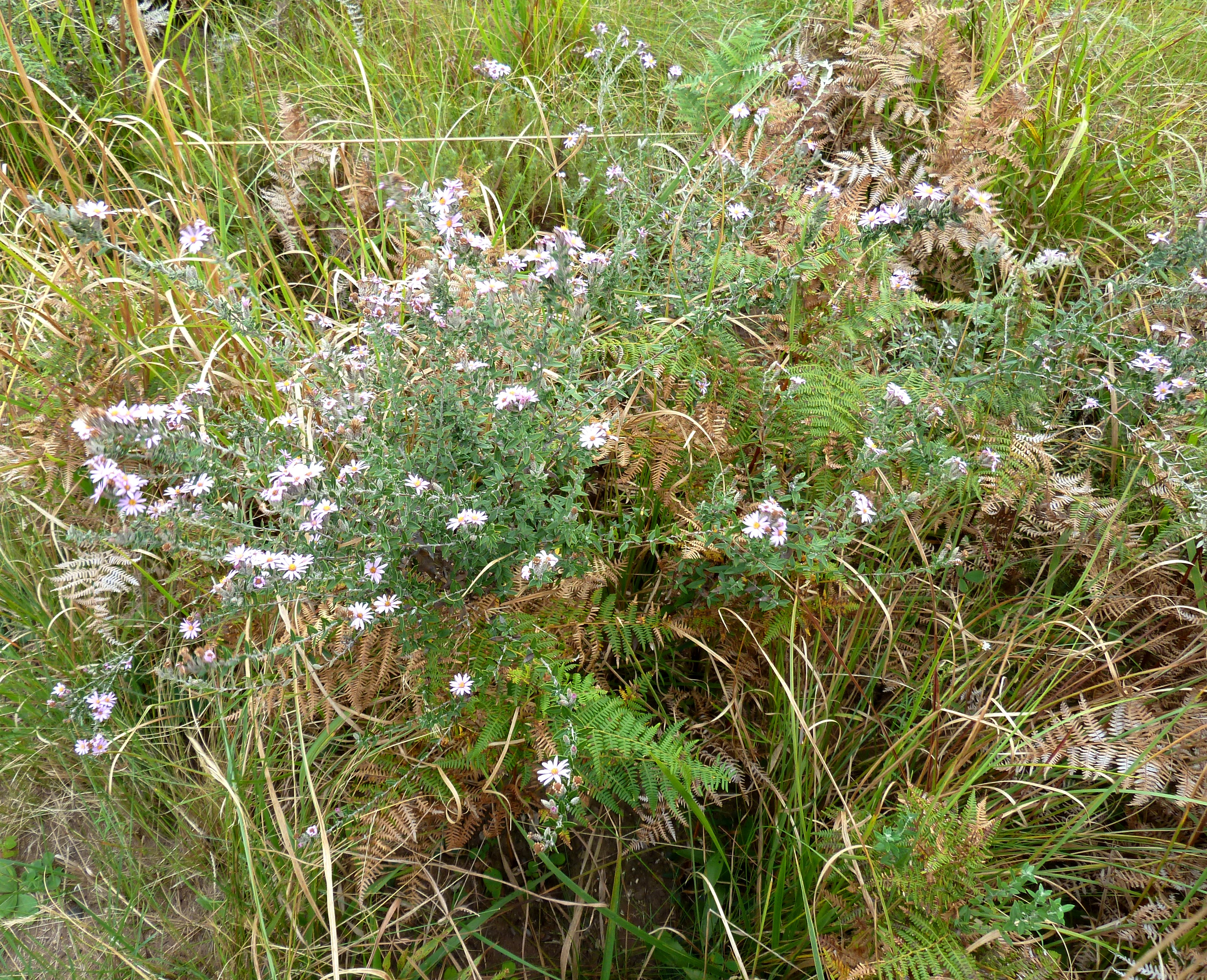
Hábitat

## Descripción
Athrixia phylicoides es un arbusto que alcanza un tamaño de 1 m de altura, con largos tallos frondosos. Las hojas son lineales, de 30 x 10 mm, de color verde oscuro y brillante por encima y con el envés alisado de color gris-blanco. Las flores liguladas de las cabezas florales son de color malva, los floretes del disco  amarillas. Los capítulos son sésiles, terminales y axilares hacia los extremos de las ramas. Esta flor florece durante todo el año dependiendo de la zona, pero la mejor época de floración es de marzo a mayo.

## Distribución y hábitat
Se encuentra ampliamente distribuida en la parte oriental de Sudáfrica desde el Soutpansberg a Queenstown; a lo largo de KwaZulu-Natal desde la costa hacia el Drakensberg. Este arbusto se encuentra en pastizales, bosques, sabana, rocosa y hábitats inclinados.

## Usos
Aparte de su potencial hortícola, esta planta también tiene usos económicos tradicionales. Los bosquimanos utilizan las hojas para hacer té. Se utiliza para hacer escobas duras. También es utilizada, masticando las hojas, para los dolores de garganta y la tos por los sotho y los xhosa.Hay registros de que los venda utilizan extractos de raíces y hojas empapadas como antihelmínticos.

## Taxonomía
Athrixia phylicoides fue descrita por Augustin Pyrame de Candolle y publicado en Prodr. (A. P. de Candolle) 6: 277. 1838
Etimología
Athrixia: nombre genérico que deriva de las palabras griegas: thrix que significa "pelo", que se refiere a las hojas peludas. 
phylicoides: epíteto latíno que significa que se asemeja al género Phylica.